# GaGaalinG
GaGaalinG（ガガーリング）は日本のゴシック・ラウドロックバンド。
所属レコード会社はzetimaを経てインディーズレーベル。2005年結成。女性ボーカルを擁す。プロデューサーは月光恵亮。

## 概要
2004年、リンドバーグのドラム、小柳"cherry"昌法が中心となり結成。バンド名は、「地球は青かった」という名言を残した宇宙飛行士、ユーリイ・ガガーリンに由来する。
2005年4月、アルバム『ROYAL PUNX』でデビュー。
2007年7月、元WaiveのJUNが加入し4人編成となる。また、この頃よりh.NAOTOによる衣装などゴシック色によるイメージを強化。ゴシック・ラウドとしてMySpace等で注目され、海外公演も活発に行った。
2010年7月17日、高田馬場のCLUB PHASEにて行われた「GaGaalinG LAST GIG ～GGGGG～」をもって解散。MYMは芸能活動から引退。メンバーはそれぞれ音楽活動中。
2015年10月17日、小柳"cherry"昌法のデビュー30周年イベントのみで再結成予定。

## メンバー
MYM（マイム）/Vocal
MAIMINGから改名。そのため、メールアドレスのアカウント名がmaimingのまま。1980年12月16日・群馬県出身。芸能界引退後は実家の「万座温泉 日進舘」に戻り、本名「黒岩麻一美（まいみ）」にて若女将として勤務。GaGaalinG時代の楽曲を館内フロアショーで披露したり、多数のメディア出演など活躍している。
MOTO G3(モト・ジースリー)/Guitar
1971年10月23日・神奈川県出身
淳-JUN-（ジュン）/Bass
JUN TAKAI、高井淳としても活動。元Waive。
CHERRY G（チェリー ジー）/Drum
LINDBERGの小柳昌法。CHERRY、小柳"cherry"昌法としても活動。

## ディスコグラフィ

### zetima時代
- ROYAL PUNX（2005年4月13日）

Take Me Heaven／Believe in my life!／あの日にかえりたい／Ruby Tuesday／ENDLESS LOVE／FOREVER DREAM／Pure Angel／Pray／Merry Go Round／Keep on...*／Natural Born Crazy!!
*：テレビ東京 テレビチャンピオン　挿入曲
- アイノチカラ ～born to be loved ～（2006年1月18日, EPCE-5375）

アイノチカラ ～born to be loved ～*／強い涙**／アイノチカラ ～born to be loved ～ (instrumental)／強い涙 (instrumental)
*：株式会社ブルボン「プチシリーズ」CMソング
**：MAIMINGの同名著書「強い涙 Prologue」イメージソング
- 春ゆらら（2006年4月26日）

春ゆらら*／心Drive／Cherry blossom road／Freedom／春ゆらら（Instrumental）
*：日本テレビ系列「ラジかる」4月エンディングテーマ・「女優魂」5月エンディングテーマ
- ROYAL BLOOD（2006年6月21日）

Littel Giant On My Shoulder／All Right!／アイノチカラ ～born to be loved ～／春ゆらら／ここにいるボクを見て／心Drive *／too fast live & too fast die／lalalala Love song／強い涙／Oh! Come on!／Cherry blossom road／Let's sing a song／inner space
*：KHB東日本放送 夏の高校野球 宮城大会 番組オープニングテーマ曲

### インディーズ時代
- RENDEZVOUS ＜完全生産限定盤＞（2007年10月10日）

RENDEZVOUS／道しるべ／desperate
- i-SCREAM MACHINE ＜完全生産限定盤＞（2007年11月28日）

i-SCREAM MACHINE／FAVORITE GAME Yeah! Yeah!／i-SCREAM MACHINE (voiceless version)
- ピアス -pierced pleasures- ＜完全生産限定盤＞（2008年2月6日）

ピアス -pierced pleasures-／Twisted Heart／ピアス -pierced pleasures- (voiceless version)
- Royal Stranger（2008年3月26日）

RENDEZVOUS (R.S.version)／REVOLUTION／Shower (album mix)／ピアス -pierced pleasures-／夢うつつ／Flash Back／i-SCREAM MACHINE／losing you／Frozen Heart／道しるべ (album mix)／Rain Man／lost in child／desperate (album mix)／COWARD／time is time
- ALICE（2008年11月5日）

CD: CHANCE／ALICE／こわれもの／DESTINY
DVD: CHANCE(MUSIC VIDEO)／ピアス -pierced pleasures- (MUSIC VIDEO)

### オムニバス
- Gothic Emily / Various Artists [DVD付]（2007年11月21日）

RENDEZVOUS／SHOWER*
*：GaGalinG名義CDには未収録

## ラジオ番組
- UP's BEAT Monday Part-1　(MYM) 月曜18:00-18:30（Inter FM）